# Fresh Pond Road (línea de la Avenida Myrtle)
Fresh Pond Road es una estación en la línea de la Avenida Myrtle del Metro de Nueva York de la división B del Brooklyn–Manhattan Transit Corporation. La estación se encuentra localizada en Ridgewood, Queens entre Fresh Pond Road y la 67.ª Avenida. La estación es servida en varios horarios por los trenes del Servicio .